# Milton Humason
Milton Lasell Humason est un astronome d'observation américain, né le 19 août 1891 à Dodge Center (Minnesota) et mort le 18 juin 1972 à Mendocino (Californie).
Ancien muletier, il se fait embaucher à l'observatoire du Mont Wilson où il devient un technicien expérimenté. Passé maitre pour obtenir des spectrogrammes, ses observations jouèrent un rôle majeur dans le développement de la cosmologie, en aidant notamment Edwin Hubble à formuler la loi de Hubble. Il était son assistant à l'observatoire du mont Wilson et a mesuré avec lui la distance et le décalage spectral de galaxies de 1929 à 1953.

## Biographie
Milton La Salle Humason naît le 19 août 1891,, à Dodge Center,, dans le Minnesota. Il est l'aîné des trois enfants de William Grant Humason et de son épouse Laura Peterson. Sa famille déménage en Californie et il passe une partie de l'été 1905 dans un camp de vacances sur le mont Wilson. À l'automne 1905, il abandonne ses études secondaires et devient muletier. Il conduit des wagons à mulets sur la route à péage du mont Wilson (en), transportant du bois, du fer et d'autres fournitures pour la construction des télescopes et des bâtiments l'Observatoire. En 1910, il rencontre Helen Dowd, fille de l'ingénieur de l'Observatoire ; ils se marieront un an plus tard.
En 1910, Humason quitte son travail de muletier et devient contremaître dans le ranch d'un parent à La Verne, en Californie. En 1917, son beau-père l'informe de la création prochaine d'un emploi de concierge à l'observatoire du Mont Wilson. Sachant que le poste de concierge pourrait éventuellement comporter l'exécution de tâches telles que celles d'assistant de nuit « de secours » sur les télescopes, Humason accepte l'offre. En 1919, les besoins en assistants de nuit augmentant avec la mise en service du télescope Hoocker de 100 pouces,, Humason commence à travailler sur des télescopes. A peu près à la même époque, un assistant bénévole, Hugo Benioff (1899-1968), étudiant au Pomona College, montre à Humason comment prendre des plaques photographiques avec la caméra astrographique de 10 pouces. Humason devient si habile que Benioff lui recommande de poursuivre son travail et de la remplacer. Gagnant peu à peu en expérience, Humason commence à prendre des plaques pour le programme d'observations de Harlow Shapley (1885-1972). À force de documentations et d'observations assidues, il accumule de nombreuses connaissances tant et si bien qu'il est nommé astronome en 1919, par le directeur de l’observatoire de l'époque, George Ellery Hale. Comme professionnel, il fut considéré comme un observateur méticuleux, prenant des photographies et des spectrogrammes de bonne qualité. Ses observations jouèrent un rôle majeur dans le développement de la cosmologie, en aidant notamment Edwin Hubble à formuler la loi de Hubble. Il était son assistant à l'observatoire du mont Wilson et a mesuré avec lui la distance et le décalage spectral de galaxies de 1929 à 1953.
Le 1er octobre 1948, Alfred H. Joy (1882-1973) prend sa retraite et Humason lui succède comme secrétaire de l'Observatoire.
Le 1er juillet 1957, il prend sa retraite. Peu après, il déménage à Mendocino, en Californie. Pendant sa retraite, les astronomes de l'Observatoire le consultent occasionnellement sur des questions relatives aux télescopes, en particulier le 100 pouces
Humason meurt le 18 juin 1972, d'une crise cardiaque à son domicile à Mendocino en Californie.

## Travaux

### Prédécouverte de Pluton
En 1919, Humason utilise le télescope de 10 pouces pour rechercher la « planète X » prédite par William H. Pickering (1858-1938). En 1930, après la découverte de Pluton par Clyde W. Tombaugh (1906-1997), Seth B. Nicholson (1891-1963) et Nicholas U. Mayall (1906-1993) réexamineront les premières plaques de Humason et constateront que Pluton y figurent. Malheureusement pour Humason, Pluton était si près du bord des plaques, et les images y étaient de si mauvaise qualité, qu'il n'est pas surprenant que Pluton n'ait pas été découvert alors.

### Découvertes
Humason a découvert trente supernovæ, et en a codécouvert, avec Paul Wild (1925-2014), une trente-et-unième,.
Humason a également découvert la comète C/1961 R1 (Humason) (en), remarquable pour sa grande distance au périhélie.

## Honneurs, distinctions et hommages
En 1950, avec le soutien de Knut Lundmark (1889-1958), Humason reçoit le titre de docteur honoris causa de l'université de Lund, en Suède.
Le 12 avril 1957, la Société royale d'astronomie l'élit associé (associate) étranger,.
Dans la nomenclature des objets célestes, l'acronyme « HZ » de « Humason+Zwicky » est réservé aux quarante-huit objet célestes dont Humason et Fritz Zwicky (1898-1974) ont publié la découverte en 1947.
Le cratère Humason (en), sur la Lune, porte son nom.
La 20 décembre 1983, l'astéroïde (2070) Humason est nommé en son honneur.